# Pirga
Pirga é um gênero de traça pertencente à família Arctiidae.